# Družinska sreča
Družinska sreča (znanstveno ime Soleirolia soleirolii ali Helxine soleirolii) je rastlina iz družine koprivovk (Urticaceae) ter edina predstavnica rodu Soleirolia. Gojimo jo tudi kot sobno rastlino.

## Opis
Družinska sreča je plazeča zelnata rastlina s sveže zelenimi ali rumenimi listi, ki sedijo na krhkih, prosojnih stebelcih. Cveti z drobnimi belimi cvetovi.

## Razširjenost
Rastlina izvira iz sredozemskih otokov; prvič so jo odkrili na Korziki. Gre torej za območja subtropskega podnebja z vročimi in suhimi poletji ter milimi, vlažnimi zimami. Raste na senčnih mestih pod drevesi. Najdemo jo tudi v skalnih razpokah.

## Znanstveno ime
Družinsko srečo je prvi opisal francoski botanik Esprit Requien leta 1825, in sicer pod imenom Helxine soleirolii. Rastlino je poimenoval v čast Josephu Francoisu Soleirolu, ki je rastlino nabral na Korziki. Ker je ime Helxine že Linné namenil povsem drugi rastlini iz drugega rodu, je za družinsko srečo bilo treba poiskati novo rodovno ime. To je storil francoski botanik Charles Gaudichaud-Beaupré leta 1830; rodovno ime Soleirolia je izbral prav tako po prej omenjenemu Josephu Francoisu Soleirolu. Kombinanirano ime Soleirolia soleirolii je naposled prvi uporabil James Edgar Dandy leta 1965. 

## Kot sobna rastlina
Družinska sreča uspeva na svetlih do polsenčnih mestih, vendar brez neposredne sončne svetlobe, pri temperaturah okoli 15 °C poleti in 10 °C pozimi. Ne prenaša previsokih temperatur, zato ni primerno, da je v bližini radiatorjev. Prenaša temperature do - 5 °C. Raste lahko tudi na prostem, kjer spomladi zopet požene stebla in liste.
Če se preveč razraste ali če želimo spremeniti obliko, jo lahko obrežemo s škarjami. 
Najbolje je, da je ne zalivamo od zgoraj, temveč jo s koreninami za okoli 10 sekund pomočimo v vodo.  